# Jan Polák (1989)
Jan Polák (* 26. března 1989, Liberec, Československo) je český fotbalový obránce a bývalý mládežnický reprezentant.

## Klubová kariéra
Jan Polák je odchovancem libereckého mužstva a v jeho prvním týmu se poprvé objevil v létě roku 2006. V té době mu bylo 17 let. Od ročníku 2007/08 se začal poměrně často objevovat v základní sestavě svého mužstva. Přesto byl v jarní části sezóny 2008/09 poslán na hostování do plzeňské Viktorie, kde hrál s číslem 5 na dresu. Před sezónou 2009/10 se do kádru Slovanu Liberec opět vrátil a nastupoval za něj v ligových utkáních. Jan Polák odehrál za Liberec i jedno utkání v předkole Evropské ligy a dva zápasy v Poháru Intertoto. Od začátku sezóny 2010/11 hostoval v mužstvu FK Ústí nad Labem, odkud se po roce vrátil zpět do Liberce, v týmu pozdějšího mistra se ale příliš neprosadil a hrával hlavně za B-mužstvo.
V létě 2012 přestoupil po úspěšných testech do polského Piastu Gliwice, kde působil do léta 2014.

## Reprezentační kariéra
Jan Polák působil též v mládežnických reprezentacích České republiky. S výběrem U17 je vicemistrem Evropy z roku 2006, kde čeští mladíci podlehli ve finále Rusku až v penaltovém rozstřelu.